# Ach Gott, wie manches Herzeleid (BWV 58)
Ach Gott, wie manches Herzeleid (BWV 58) is een religieuze cantate van Johann Sebastian Bach.

## Programma
Deze cantate is geschreven voor de 1e zondag na Nieuwjaar en weerklonk voor het eerst op 5 januari 1727 in de Thomaskerk te Leipzig.Deze cantate behoort tot de zogenoemde Kerstkring van het kerkelijk jaar die loopt van de 1ste Adventszondag tot de 4e zondag na Epifanie of Driekoningen. Daarna start de Paaskring omvattende 50 dagen voor en 50 dagen na Pasen. Deze cantate maakt deel uit van de zogenoemde "derde cantatejaargang" van de jaren 1726-27.
Bijbellezingen:
- Petrus 4, 12-19: "Verheugt u naarmate gij deel hebt aan al het lijden van de Christus, dan zult gij ook in de openbaring van zijn heerlijkheid u jubelend verheugen"
- Matteüs 2, 3-23: "Een stem is te horen in Rama, een weeklacht en bitter geween: Rachel die weent over haar kinderen, en zich niet wil laten troosten omdat zij er niet meer zijn"

## Tekst
De tekstdichter van de vrije teksten is onbekend. De melodie van het openings- en slotkoor is van Joseph Clauder.
1. Koor met aria (sopraan, bas): "Ach Gott, wie manches Herzeleid"
2. Recitatief (bas): "Verfolgt dich gleich die arge Welt"
3. Aria (sopraan): "Ich bin vergnügt in meinem Leiden"
4. Recitatief (sopraan): "Kann es die Welt nicht lassen"
5. Koor met aria (sopraan, bas): "Ich hab für mir ein schwere Reis"

## Muzikale bezetting
Twee solisten (sopraan en bas); viool 1 en 2, altiviool en bassocontinuo (inbegrepen orgel), later uitgebreid met hobo 1 en 2 en althobo.

## Toelichting

### Algemene informatie
In deze cantate gaat Bach zeer economisch om met de voorhanden zijnde muzikale middelen: beperkte koormuziek (slechts 2 solisten) en slechts een strijkersensemble. Dit omdat de eerste zondag na Nieuwjaar in 1727 viel vlak voor Epifanie (Driekoningen, 6 januari), met de daarbij horende verplichte uitgebreide feestcantate. Bach trachtte ook het koor en de instrumentalisten zo veel als mogelijk te ontlasten na vijf cantate-uitvoeringen in twee weken tijdens de kern van de Kerstkring, met daarbij twee uitvoeringen per dag in de Thomaskerk en de Nicolaaskerk te Leipzig.

De cantatetekst verhaalt de moord op de onschuldige kinderen door een bange aardse vorst Herodes die vreest zijn troon te verliezen. Het is de dag waarop Rachel weent om haar kinderen die er niet meer zijn. In de Kersttijd waanden we ons in "Seligkeit", in werkelijkheid wacht ons "böse Zeit"; "Freudigkeit" tegenover "Schmerzen", "Dort ist Herrlichkeit, hier Angst". Moet de mens gelouterd door ellende en tegenspoed (Trübsal) tot innerlijke vrede en zo tot een hoger bewustzijnsniveau komen?

### Bachs muzikale verwerking
- Doorheen de gehele cantate hamert een geselend ritme (cfr Matthäus-Passion)
- In vers één verheelt Bach het lijden geenszins. Het aardse lijden wordt via een dalende baslijn in een wurgende greep gehouden
- In het basrecitatief van vers twee accentueert en belicht Bach elk woord zoals Gleich (hoge noot), Welt (ver weg van de hemel met lage noot), Feinde (schrijnend akkoord) en Würger (klinkt gemeen)
- De viool vlecht een krans van gouden stralen om het hoofd van de sopraansolist in vers 3